# Calosphyrum obscurum
Calosphyrum obscurum là một loài tò vò trong họ Ichneumonidae.